# EME 3c
Die Lokomotive EME 3c war eine von der Lokomotivfabrik Krauss für eine schmalspurige Bahn bei Athen hergestellte Dampflokomotive mit der Achsformel C n2t. Die Lokomotive wurde der Sylter Inselbahn zugeschrieben und ist von 1947 bis 1949 bei der Engelskirchen-Marienheider Eisenbahn gefahren. Der Verbleib der Lokomotive ist nicht bekannt.

## Geschichte
Bestellt wurde die Lokomotive von der Chemin de Fer Pyrgos-Katagolon  als Meterspurlok für eine Schmalspurbahn bei Athen. Durch den Ausbruch des Ersten Weltkrieges konnte sie nicht mehr an den Kunden ausgeliefert werden. Stattdessen wurde sie 1916 an die Verkehrstechnischen Prüfungskommission des Deutschen Heeres gegeben.

### Sylter Inselbahn
Die Lokomotive wird nach dem Weltkrieg der Sylter Nordbahn zugeschrieben und soll dort die Nummer 8 getragen haben. In der dortigen Fahrzeugstatistik ist sie jedoch nicht aufgeführt. 1926 soll sie die Nummer 3 erhalten haben. Nach dem Zweiten Weltkrieg gelangte sie in den Besitz der Vereinigte Kleinbahnen AG und wurde von dort disponiert.

### Engelskirchen-Marienheider Eisenbahn
Die Lokomotive erhielt bei der Vereinigten Kleinbahnen AG die Nummer 3c und wurde 1947 der Engelskirchen-Marienheider Eisenbahn zur weiteren Verwendung zugeteilt. Sie erwies sich für den Rollbockverkehr allerdings als zu schwach. Eingesetzt war sie von 1947 bis 1949 und wurde dann an die VKA zurückgegeben.
Der weitere Verbleib der Lokomotive und Ausmusterungsdaten sind nicht bekannt.

## Technik
Die Lokomotive hatte einen einfachen Blechrahmen, der als Wasserkastenrahmen ausgebildet war. Neben dem Kessel befanden sich zwei kleine Behälter für zusätzlichen Wasservorrat und die Kohlen. Im Rahmen waren die drei Antriebsachsen gelagert, die zur Zeit der Auslieferung mit vollständiger Triebwerksverkleidung versehen waren. Zu Zeiten der EME ist diese entfernt worden. Die zweite Achse war die Treibachse. Gefedert wurden die ersten beiden Achsen mit oben liegenden Blattfedern, die über Ausgleichshebel miteinander verbunden waren. Die dritte Achse wurde separat gefedert.
Der Kessel einfacher Bauart bestand aus zwei Schüssen. Der erste trug den Dampf- und der zweite den Sanddom. Die Treibachse wurde mechanisch gesandet.